# Dirck Gerritszlaboratorium

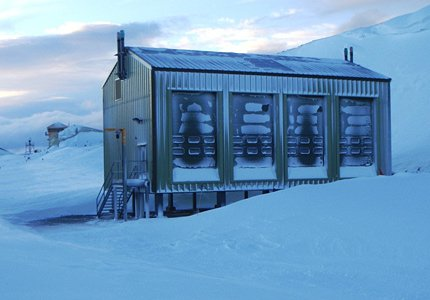
Het Dirck Gerritszlaboratorium

Het Dirck Gerritszlaboratorium is een mobiel Nederlands onderzoekscentrum in Antarctica. Het centrum is gevestigd op het Britse Rothera Research Station op Adelaide-eiland en doet onderzoek naar klimaatverandering en de ecosystemen van het continent. Het werd geopend op 27 januari 2013.

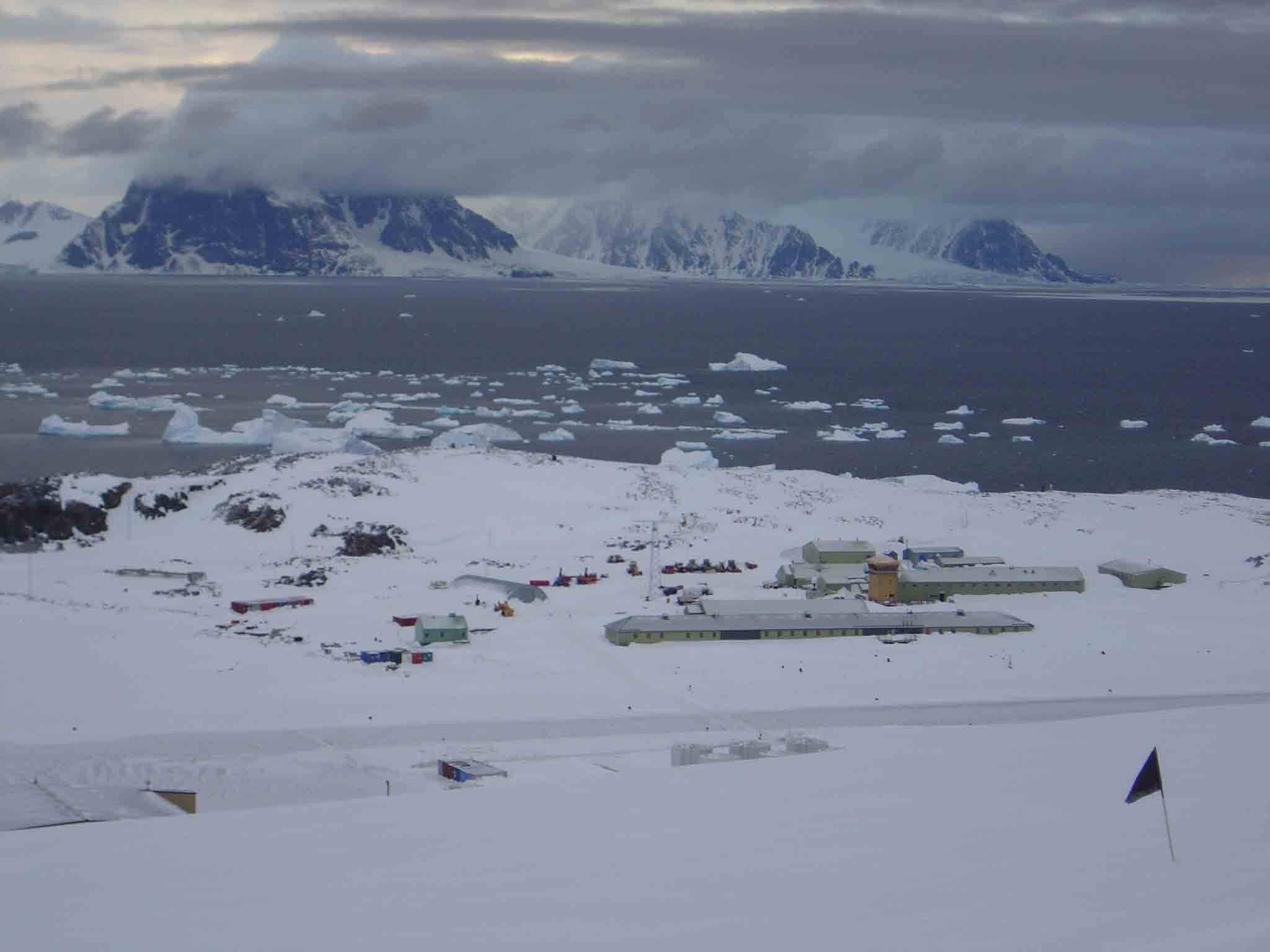
De Britse basis Rothera op Adelaide-eiland in Antarctica.

Het laboratorium bestaat uit vier zeecontainers die zijn vernoemd naar vier schepen die in 1598 vanuit Rotterdam op zoek gingen naar een nieuwe handelsroute naar Azië: Blijde Boodschap, Liefde, Geloof en Hoop. Het lab zelf is vernoemd naar Dirck Gerritsz. Pomp, de kapitein van de Blijde Boodschap, die met zijn schip afdreef naar het zuiden en mogelijk als eerste Antarctica heeft gezien.
Het operationele beheer van het laboratorium wordt gedeeld door het Nederlands Polair Programma van de Nederlandse Organisatie voor Wetenschappelijk Onderzoek en de British Antarctic Survey.